# STS-117
是历史上第一百二十一次航天飞机任务，也是亞特蘭提斯號太空梭的第二十八次太空飞行。

## 任务成员
- 弗雷德里克·斯托考（Frederick W. Sturckow，曾执行、以及任务），指令长
- 李·阿查姆宝特（Lee Archambault，曾执行任务），飞行员
- 帕特里克·福雷斯特（Patrick G. Forrester，曾执行以及任务），任务专家
- 史蒂文·斯旺森（Steven Swanson，曾执行任务），任务专家
- 约翰·奥利瓦斯（John D. Olivas，曾执行任务），任务专家
- 詹姆斯·赖利（James F. Reilly，曾执行、任务），任务专家

### 发射后停留在国际空间站
- 克莱顿·安德森（Clayton Anderson，曾执行以及第15长期考察组任务），任务专家

### 从国际空间站返回
- 苏尼特·威廉斯（Sunita Williams，曾执行、第14长期考察组以及第15长期考察组任务），任务专家

## 经过
美国东部时间2007年6月8日19时38分，阿特兰蒂斯号载着7名宇航员从肯尼迪航天中心发射升空。6月9日，阿特兰蒂斯号机组在飞行中对机身隔热板等进行检查，结果在左侧隔热板上发现一条长度约10厘米的裂痕。美国东部时间6月10日15时36分，阿特兰蒂斯号和国际空间站顺利对接。美国宇航员克莱顿·安德森，正式加入空间站第15长期考察组。美国东部时间6月11日16时2分，詹姆斯·赖利和约翰·奥利瓦斯开始进行太空行走，用了6小时15分钟为国际空间站新的结构组件S3/S4进行组件激活。美国东部时间6月13日14时28分，任务专家帕特里克·福雷斯特和史蒂文·斯旺森开始进行太空行走，用了7小时16分钟，回收一组旧的太阳能电池板，将S3/S4中内嵌的太阳阿尔法旋转接头激活。美国东部时间6月15日13时24分，宇航员詹姆斯·赖利和约翰·奥利瓦斯开始进行历时7小时58分钟的太空行走。奥利瓦斯修补了隔热板的裂缝，赖利给命运号实验舱安装一个新的氢气排放装置，两人共同回收了一组旧的太阳能电池板。美国东部时间6月17日12时25分，任务专家帕特里克·福雷斯特和史蒂文·斯旺森开始进行历时6小时29分钟的太空行走，校验太阳阿尔法旋转接头，安装了一个电视摄像头，完成了一些站外清理工作，为团结号节点舱安装了一条电脑网线，拆除了一个全球定位系统天线，为命运号实验舱安装了一个太空碎片遮蔽罩。美国东部时间6月19日10时42分，阿特兰蒂斯号与空间站脱离。长期考察组成员苏尼特·威廉斯随同返回地球。美国西部时间6月22日12点49分，阿特兰蒂斯号安全降落在爱德华兹空军基地。